# Bo Ericson
Bo Ericson (Suecia, 28 de enero de 1919-14 de febrero de 1970) fue un atleta sueco especializado en la prueba de lanzamiento de martillo, en la que consiguió ser campeón europeo en 1946.

## Carrera deportiva
En el Campeonato Europeo de Atletismo de 1946 ganó la medalla de oro en el lanzamiento de martillo, llegando hasta los 56.44 metros, superando al también sueco Eric Johansson-Umedalen (plata con 53.54 metros) y al británico Duncan Clark (bronce con 51.32 metros).